# DHB-Pokal der Frauen 1988
Der DHB-Pokal der Frauen 1988 war die 14. Austragung des Handballpokalwettbewerbs der Frauen. Im Finale, das aus Hin- und Rückspiel bestand, setzte sich der VfL Engelskirchen wie zwei Jahren zuvor gegen Titelverteidiger TSV Bayer 04 Leverkusen durch und errang seinen zweiten Titel. Damit qualifizierte sich Engelskirchen für den Europapokal der Pokalsieger 1988/89.

## Modus
Es traten insgesamt 54 Mannschaften aus der Bundesliga, der 2. Bundesliga, der Regionalliga (3. Liga), der Oberliga (4. Liga) und dem Landesverband unterhalb der Oberliga im K.-o.-System gegeneinander an, wobei die zehn Mannschaften aus dem Oberhaus (Bundesliga) erst zur zweiten Runde in den Wettbewerb einstiegen. In den ersten zwei Runden wurde das Teilnehmerfeld nach territorialen Gesichtspunkten in Gruppe Nord und Süd unterteilt. Danach ging es einheitlich weiter und es erfolgte die weitere Ausspielung in Achtel-, Viertel und Halbfinale sowie einem Finale, das aus Hin- und Rückspiel bestand.

## 1. Hauptrunde
An der 1. Hauptrunde nahmen folgende 44 Mannschaften teil, die hier nach ihrer Ligazugehörigkeit während der Saison 1987/88 aufgelistet sind.
 Gespielt wurde am 13. Februar 1988.
| 2. Bundesliga | Regionalliga | Oberliga | Landesverband                          |
| Staffel Nord - SV Süd Braunschweig - TuS Eintracht Minden - SC Germania List - Holstein Kiel - Brühler TV 1879 - Turnerbund Hamburg-Eilbeck - SC Greven 09 - Buxtehuder SV - Reinickendorfer Füchse - OSC 04 Rheinhausen Staffel Süd - 1. FC Nürnberg - TSF Ludwigsfeld - TSV Tempelhof-Mariendorf - VfL Neckargartach - DJK SC Schwarz-Weiß Wiesbaden - VfB Gießen - SG Kleenheim - TSV Dachau 1865 - DJK St. Michael Marpingen - TuS Metzingen | Nord - TuS Alstertal - SG Union Bramfeld Berlin - BSC Rehberge 1945 - ASC Spandau West - MSV Duisburg - VfL Brambauer - SG Dülken Südwest - VfL Heppenheim - SG 09 Kirchhof - SC Eintracht Alsweiler - TSG Kaiserslautern Süd - TSV Germania Malsch - SV Allensbach - SC 1910 Käfertal | Oberliga Hamburg - TSV Buchholz 08 Oberliga Nordsee - TuS Walle Bremen Oberliga Niedersachsen - MTV 1862 Moringen - HSG Langelsheim-Astfeld Oberliga Westfalen - Hasper SV Oberliga Niederrhein - ASV Einigkeit Süchteln Oberliga Baden - SG Walldorf-Astoria Oberliga Württemberg - Frisch Auf Göppingen Oberliga Bayern - TSV Milbertshofen | Bezirksliga Gießen - TV 1863 Ortenberg |

### Gruppe Nord
| Datum          | Heimmannschaft          | Ergebnis            | Gastmannschaft             |
| -------------- | ----------------------- | ------------------- | -------------------------- |
| Sa, 13.02.1988 | MTV 1862 Moringen       | 15:19               | SC Germania List           |
| Sa, 13.02.1988 | VfL Brambauer           | 15:16 n. V.         | Reinickendorfer Füchse     |
| Sa, 13.02.1988 | SV Süd Braunschweig     | 21:15               | SC Greven 09               |
| Sa, 13.02.1988 | HSG Langelsheim-Astfeld | 15:16               | TuS Eintracht Minden       |
| Sa, 13.02.1988 | MSV Duisburg            | 28:26 n. V.         | OSC 04 Rheinhausen         |
| Sa, 13.02.1988 | ASV Einigkeit Süchteln  | 13:20               | Brühler TV 1879            |
| Sa, 13.02.1988 | Hasper SV               | 17:16               | SG Dülken                  |
| Sa, 13.02.1988 | TSV Buchholz 08         | 22:22 n. V. 7m: 4:5 | TuS Alstertal              |
| Sa, 13.02.1988 | BSC Rehberge 1945       | 14:13 n. V.         | Holstein Kiel              |
| Sa, 13.02.1988 | TuS Walle Bremen        | 18:21               | SG Union Bramfeld          |
| Sa, 13.02.1988 | Buxtehuder SV           | 19:17               | Turnerbund Hamburg-Eilbeck |

### Gruppe Süd
| Datum          | Heimmannschaft                | Ergebnis    | Gastmannschaft            |
| -------------- | ----------------------------- | ----------- | ------------------------- |
| Sa, 13.02.1988 | DJK SC Schwarz-Weiß Wiesbaden | 24:19       | SG Kleenheim              |
| Sa, 13.02.1988 | TV 1863 Ortenberg             | 16:15       | SG 09 Kirchhof            |
| Sa, 13.02.1988 | VfB Gießen                    | 17:22       | TSV Tempelhof-Mariendorf  |
| Sa, 13.02.1988 | VfL Heppenheim                | 12:17       | SC 1910 Käfertal          |
| Sa, 13.02.1988 | TSV Dachau 1865               | 15:17       | TuS Metzingen             |
| Sa, 13.02.1988 | TSV Milbertshofen             | 13:21       | TSF Ludwigsfeld           |
| Sa, 13.02.1988 | Frisch Auf Göppingen          | 13:17       | SV Allensbach             |
| Sa, 13.02.1988 | SG Walldorf-Astoria           | 18:19 n. V. | DJK St. Michael Marpingen |
| Sa, 13.02.1988 | 1. FC Nürnberg                | 15:80       | VfL Neckargartach         |
| Sa, 13.02.1988 | TSG Kaiserslautern            | 14:11       | ASC Spandau               |
| Sa, 13.02.1988 | TSV Germania Malsch           | 13:17       | SC Eintracht Alsweiler    |

## 2. Hauptrunde
Qualifiziert waren für die 2. Hauptrunde folgende 32 Mannschaften, die hier nach ihrer Ligazugehörigkeit während der Saison 1987/88 aufgelistet sind.
 Gespielt wurde am 5. und 6. März 1988.
| Bundesliga | 2. Bundesliga | Regionalliga | Oberliga                       | Landesverband                          |
| - TSV Bayer 04 Leverkusen (TV) - TV Lützellinden - VfL Engelskirchen - VfL Oldenburg - TSV GutsMuths Berlin - PSV Grünweiß Frankfurt - VfL Sindelfingen - TSV Rot-Weiß Auerbach - TSV Jarplund-Weding - DJK Würzburg (TV) – Titelverteidiger | Staffel Nord - SV Süd Braunschweig - TuS Eintracht Minden - SC Germania List - Brühler TV 1879 - Buxtehuder SV - Reinickendorfer Füchse Staffel Süd - 1. FC Nürnberg - TSF Ludwigsfeld - TSV Tempelhof-Mariendorf - DJK SC Schwarz-Weiß Wiesbaden - DJK St. Michael Marpingen - TuS Metzingen | Nord - TuS Alstertal - SG Union Bramfeld Berlin - BSC Rehberge 1945 West - MSV Duisburg Südwest - SC Eintracht Alsweiler - TSG Kaiserslautern Süd - SV Allensbach - SC 1910 Käfertal | Oberliga Westfalen - Hasper SV | Bezirksliga Gießen - TV 1863 Ortenberg |

### Gruppe Nord
| Datum                 | Heimmannschaft      | Ergebnis | Gastmannschaft          |
| --------------------- | ------------------- | -------- | ----------------------- |
| Sa, 05.03., 16:00 Uhr | SV Süd Braunschweig | 19:15    | SC Germania List        |
| Sa, 05.03., 16:30 Uhr | TuS Alstertal       | 16:23    | TSV Bayer 04 Leverkusen |
| Sa, 05.03., 17:00 Uhr | Buxtehuder SV       | 22:17    | Reinickendorfer Füchse  |
| Sa, 05.03., 19:30 Uhr | MSV Duisburg        | 10:21    | TSV GutsMuths Berlin    |
| So, 06.03., 11:00 Uhr | SG Union Bramfeld   | 11:28    | VfL Engelskirchen       |
| So, 06.03., 11:00 Uhr | BSC Rehberge 1945   | 15:22    | TSV Jarplund-Weding     |
| So, 06.03., 11:15 Uhr | Brühler TV 1879     | 18:28    | VfL Oldenburg           |
| So, 06.03., 11:30 Uhr | Hasper SV           | 14:18    | TuS Eintracht Minden    |

### Gruppe Süd
| Datum                 | Heimmannschaft                | Ergebnis    | Gastmannschaft            |
| --------------------- | ----------------------------- | ----------- | ------------------------- |
| Sa, 05.03., 18:45 Uhr | TSG Kaiserslautern            | 18:16       | SV Allensbach             |
| Sa, 05.03., 19:30 Uhr | TV 1863 Ortenberg             | 13:17       | DJK Würzburg              |
| Sa, 05.03., 19:30 Uhr | TSV Rot-Weiß Auerbach         | 18:14 n. V. | PSV Grünweiß Frankfurt    |
| Sa, 05.03., 19:45 Uhr | SC 1910 Käfertal              | 16:19       | 1. FC Nürnberg            |
| Sa, 05.03., 20:00 Uhr | TuS Metzingen                 | 11:26       | TV Lützellinden           |
| Sa, 05.03., 20:00 Uhr | TSV Tempelhof-Mariendorf      | 20:16       | VfL Sindelfingen          |
| Sa, 05.03., 20:00 Uhr | SC Eintracht Alsweiler        | kampflos 1  | TSF Ludwigsfeld           |
| So, 06.03., 11:00 Uhr | DJK SC Schwarz-Weiß Wiesbaden | 22:13       | DJK St. Michael Marpingen |

## Achtelfinale
Qualifiziert waren für das Achtelfinale folgende 16 Mannschaften, die hier nach ihrer Ligazugehörigkeit während der Saison 1987/88 aufgelistet sind.
 Gespielt wurde am 26. und 27. März 1988.
| Bundesliga | 2. Bundesliga | Regionalliga                                          |
| - TSV Bayer 04 Leverkusen (TV) - TV Lützellinden - VfL Engelskirchen - VfL Oldenburg - TSV GutsMuths Berlin - TSV Rot-Weiß Auerbach - TSV Jarplund-Weding - DJK Würzburg (TV) – Titelverteidiger | Staffel Nord - SV Süd Braunschweig - TuS Eintracht Minden - Buxtehuder SV Staffel Süd - 1. FC Nürnberg - TSV Tempelhof-Mariendorf - DJK SC Schwarz-Weiß Wiesbaden | Südwest - SC Eintracht Alsweiler - TSG Kaiserslautern |

| Datum                 | Heimmannschaft                | Ergebnis    | Gastmannschaft          |
| --------------------- | ----------------------------- | ----------- | ----------------------- |
| Sa, 26.03., 16:00 Uhr | Buxtehuder SV                 | 33:34 n. V. | TSV Jarplund-Weding     |
| Sa, 26.03., 18:45 Uhr | TSG Kaiserslautern            | 09:20       | TSV GutsMuths Berlin    |
| Sa, 26.03., 19:15 Uhr | VfL Oldenburg                 | 24:15       | DJK Würzburg            |
| Sa, 26.03., 19:30 Uhr | DJK SC Schwarz-Weiß Wiesbaden | 23:14       | 1. FC Nürnberg          |
| Sa, 26.03., 19:30 Uhr | VfL Engelskirchen             | 26:21       | TV Lützellinden         |
| Sa, 26.03., 20:00 Uhr | SC Eintracht Alsweiler        | 06:19       | TSV Rot-Weiß Auerbach   |
| So, 27.03., 14:30 Uhr | SV Süd Braunschweig           | 12:25       | TSV Bayer 04 Leverkusen |
| So, 27.03., 15:00 Uhr | TSV Tempelhof-Mariendorf      | 21:18       | TuS Eintracht Minden    |

## Viertelfinale
Qualifiziert waren für das Viertelfinale folgende acht Mannschaften, die hier nach ihrer Ligazugehörigkeit während der Saison 1987/88 aufgelistet sind.
 Gespielt wurde am 9. April 1988.
| Bundesliga | 2. Bundesliga                                                          |
| - TSV Bayer 04 Leverkusen (TV) - VfL Engelskirchen - VfL Oldenburg - TSV GutsMuths Berlin - TSV Rot-Weiß Auerbach - TSV Jarplund-Weding (TV) – Titelverteidiger | Staffel Süd - TSV Tempelhof-Mariendorf - DJK SC Schwarz-Weiß Wiesbaden |

| Datum          | Heimmannschaft           | Ergebnis | Gastmannschaft                |
| -------------- | ------------------------ | -------- | ----------------------------- |
| Sa, 09.04.1988 | TSV GutsMuths Berlin     | 25:20    | TSV Jarplund-Weding           |
| Sa, 09.04.1988 | VfL Oldenburg            | 18:10    | TSV Rot-Weiß Auerbach         |
| Sa, 09.04.1988 | TSV Tempelhof-Mariendorf | 16:22    | TSV Bayer 04 Leverkusen       |
| Sa, 09.04.1988 | VfL Engelskirchen        | 26:20    | DJK SC Schwarz-Weiß Wiesbaden |

## Halbfinale
Qualifiziert waren für das Halbfinale folgende vier Mannschaften, die hier nach ihrer Ligazugehörigkeit während der Saison 1987/88 aufgelistet sind.
 Gespielt wurde am 7. Mai 1988.
| Bundesliga |
| - TSV Bayer 04 Leverkusen (TV) - VfL Engelskirchen - VfL Oldenburg - TSV GutsMuths Berlin (TV) – Titelverteidiger |

| Datum                 | Heimmannschaft       | Ergebnis | Gastmannschaft          |
| --------------------- | -------------------- | -------- | ----------------------- |
| Sa, 07.05., 19:30 Uhr | VfL Engelskirchen    | 25:20    | VfL Oldenburg           |
| Sa, 07.05., 19:30 Uhr | TSV GutsMuths Berlin | 16:17    | TSV Bayer 04 Leverkusen |

## Finale DHB-Pokal
Das Finale um den DHB-Pokal, das aus Hin- und Rückspiel bestand, wurde am 12. und 15. Mai 1988 zwischen Titelverteidiger TSV Bayer 04 Leverkusen und dem VfL Engelskirchen ausgetragen. Den Pokal sicherte sich zum zweiten Mal die Mannschaft vom VfL Engelskirchen, die im Finale Leverkusen mit 33:29 (Hinspiel 13:12, Rückspiel 20:17) besiegte.
| Datum                   |                   | Gesamt |                         | Hinspiel    | Rückspiel    |
| ----------------------- | ----------------- | ------ | ----------------------- | ----------- | ------------ |
| Do 12. Mai / So 15. Mai | VfL Engelskirchen | 33:29  | TSV Bayer 04 Leverkusen | 13:12 (5:6) | 20:17 (9:10) |

### Hinspiel
Donnerstag, 12. Mai 1988 in Engelskirchen, Sporthalle Walbach, 518 Zuschauer
VfL Engelskirchen: Bram, Frohoff-Hülsmann – Fernholz, Kunze (2), Mock (1) , Wagner (2/1), Stelberg (3), Jönßon (1), Platen  (1/1), Erler (3) . Trainer: Unterberg
TSV Bayer 04 Leverkusen: Seiffert – Janesch (1) , Starke (4/1) , Köhne (1) , Bajaczyk, Wolf  (2), Schmitz, Bötefür (1), Orban (3). Trainer: Schneller
Schiedsrichter: Günter Heuchert & Volker Norek

### Rückspiel
Sonntag, 15. Mai 1988 in Leverkusen, Ulrich-Haberland-Halle, 500 Zuschauer
TSV Bayer 04 Leverkusen: Seiffert, Schöpp – Osenberg, Starke (3), Köhne (5/4), Bajaczyk (1/1), Wolf  (3/1), Schmitz, Bötefür (2), Orban (3), Kaltenbrunn. Trainer: Schneller
VfL Engelskirchen: Bram, Frohoff-Hülsmann – Fernholz (3), Kunze (6), Bremer, Wagner (2), Stelberg (2), Jönßon, Platen  (6/5) , Erler (1). Trainer: Unterberg
Schiedsrichter: Heinz Schüning & Bernd Woldt